# 赫伯特·鲍姆
赫伯特·鲍姆（Herbert Baum，1912年2月10日—1942年6月11日）是一位德国抵抗运动成员，也是个犹太人。鲍姆曾在柏林组织、指挥过一个庞大的抵抗者网络。网络中的大部分抵抗者都和鲍姆一样是犹太人，也都曾在1933年前参加过德国-犹太青年组织，绝大部分成员都隶属于德国共产党、德国社会民主党以及两个政党的青年组织。鲍姆所领导的抵抗组织“鲍姆组”常常被視為德国共产党外圍组织，但事实上鲍姆组是个左翼组织，其成员不仅有共产主义者，还有社会主义者、反斯大林主义左翼人士、受无政府主义影响者。
纳粹党執政后，鲍姆开始和妻子玛丽安娜·鲍姆以及友人马丁·科赫曼（Martin Kochmann）、萨拉·科赫曼（Sala Kochmann）一起開会，探讨如何推翻纳粹党，开会地点是科赫曼家的客厅或者其他成员的公寓。这个朋友圈子中的绝大多数人都是犹太人，赫伯特·鲍姆被众人推舉为主席。至多曾有100名青年先后参与过会议，在会上进行辩论和讨论。鲍姆组亦曾公开散发反納粹传单。
1940年，鲍姆在围捕中被抓，成了西门子-舒克特工厂（Siemens-Schuckertwerke）的电动工程部门的奴隶劳工。自1941年起，鲍姆已在工厂成为一群犹太奴隶劳工的领袖。
1942年5月18日，鲍姆组在盧斯特花園的反共反犹政治宣传展览苏维埃天堂的现场纵。袭击只取得了部分成功，不出数日，鲍姆组大量成员被捕，其中20人被判处死刑。鲍姆夫妇于5月22日被捕。赫伯特·鲍姆在莫阿比特监狱遭受酷刑，最终于6月11日死亡。盖世太保将鲍姆的死上报为自杀。